# Jón Hjaltalin
Jón Jónsson Hjaltalin (21. april 1807 på gården Saurbær i Borgarfjarðar Syssel – 8. juni 1882 i Reykjavik) var en dansk-islandsk læge.

## Uddannelse
Jónsson Hjaltalín (også Hjaltelin), der fødtes på gården Saurbær i Borgarfjarðar Syssel i det sydvestlige Island 21. april 1807, er søn af præsten Jón Oddsson Hjaltalín og dennes 2. hustru, Gróa Oddsdatter. Han besøgte latinskolen på Bessastaðir 1825-30, men dimitteredes privat, var derpå fire år hos den daværende islandske landfysikus, hvorefter han fortsatte sine lægevidenskabelige studier i København 1834-37, i hvilket sidste år han underkastede sig kirurgisk eksamen. Medicinsk eksamen tog han - der 1838 havde studeret sindssygeforholdene i Tyskland - 1839 ved universitetet i Kiel og disputerede sammesteds for doktorgraden i medicin og kirurgi. I årene 1839-46 fungerede han som militærlæge. 1840 erholdt Jón Hjaltalin offentlig understøttelse til at studere spedalskheden på Island, et emne, han i sin disputats havde behandlet; 1841 gjorde han sig, ligeledes med offentlig understøttelse, bekendt med vandkurmetoden i Tyskland.

## Klampenborg Vandkur-, Brønd- og Badeanstalt
Ved sin interesse for denne kurmetode blev han grundlæggeren af Klampenborg Vandkur-, Brønd- og Badeanstalt, idet han 1844 opnåede bevilling til på en ham indrømmet grund i Jægersborg Dyrehave at indrette en vandkur- og søbadeanstalt, til hvis drift et aktieselskab grundedes, hvorefter anstalten fra 1846 trådte i fuld virksomhed. Til badeanstalten, hvis ledende bestyrer og læge Jón Hjaltalin var, knyttedes fra aktieejernes side højtspændte forventninger, som dog hurtig skuffedes, til dels vistnok begrundet i mangelfuld ledelse, hvortil kom uenighed inden for bestyrelsen, og 1851 trådte Hjaltalin helt tilbage fra foretagendets ledelse. Dette år overdrog regeringen ham en undersøgelse af de islandske svovllejer og efterforskninger angående den islandske fårepest (Miltbrand). Han begav sig nu til Island, hvor han tog ophold på handelspladsen Eyrarbakki på Sydlandet, og levede, indtil han 1855 udnævntes til landfysikus med bolig i Reykjavik, optaget af mineralogiske studier og fysiske eksperimenter, der dog ikke førte til noget praktisk resultat. embedet som landfysikus indehavde han til 1881, da han ved sin entledigelse udnævntes til etatsråd (1860 var han blevet justitsråd). Han blev Ridder af Dannebrog 1867 og Dannebrogsmand 1874. Fra 1859-81 havde han sæde i Altinget som kongevalgt medlem.
1840 havde han ægtet Karen Jacobine Bågøe (d. 1866), datter af handelsbestyrer H.H. Bågøe. i Reykjavik, men ægteskabet forblev barnløst.

## Virke og karakteristik
Som landfysikus arbejdede Jónsson Hjaltalín ivrig for en reform af det islandske lægevæsen og har i denne henseende indlagt sig ikke ringe fortjeneste. Medens ved hans tiltrædelse Island var delt i nogle få lægedistrikter, der ofte stod ledige eller måtte besættes på mindre heldig måde, satte han igennem—som den eneste vej til sikker tilgang af tilstrækkelige og tålelig uddannede kræfter --, at lægeundervisningen blev indenlandsk og ordnedes metodisk. Efter en foreløbig ordning 1863 så han 1875 sit ønske opfyldt, idet Altinget vedtog en det følgende år af regeringen stadfæstet lov om oprettelsen af en lægeskole i Reykjavik, Ifølge hvilken undervisningen besørges af landfysikus som forstander og to lærere; samtidig inddeltes landet i 20 lægedistrikter, af hvilke flere igen er blevet delte.
Hjaltalin var en mand af sangvinsk-kolerisk temperament, livlig og let bevæget, med mangesidige interesser og trang til at udtale sig og påvirke sine omgivelser, frem for alt sine særlige landsmænd, i hvis ve og vel han tog levende del. Han har derfor udfoldet en betydelig forfattervirksomhed i praktisk eller populærvidenskabelig retning, hvorimod videnskabelige eller strengt kritiske undersøgelser ikke lå for ham. I talrige småskrifter og afhandlinger udtaler han sig om natur- og lægevidenskab, sundhedspleje, daglig levevis med videre eller drager til felts mod den på Island om sig gribende homøopati. Også veterinærvidenskaben behandler han og tog under den store fåreskabssyge på Island 1856 ff. med megen iver, men vistnok noget doktrinært, parti for kurmetoden og mod nedslagtningen, der forekom ham at betegne et lavere kulturtrin. Hans disputats er på latin; på dansk har han skrevet forskellige indlæg om vandkuren og anlægget af Klampenborg Badeanstalt, de 1846 udgivne Klampenborgs Badetidender samt nogle lægevidenskabelige afhandlinger; de øvrige arbejder er på islandsk, deriblandt tidsskrifterne Heilbrigðistiðindi (1871-73 og 1879) og Sæmundur fróði (1874), ligesom også en stor del af indholdet af fåreskabstidsskriftet Hirðir (1857-61) skyldes ham. I alt opregner hans biograf af ham 33 særlige skrifter og en stor mængde bidrag i 17 forskellige blade og tidsskrifter—noget enkelt særlig omfattende eller betydningsfuldt arbejde vil det dog ikke være let at udpege blandt disse.
Hjaltalin, der var en høj og anselig skikkelse, oprømt og velvillig, med anlæg for korpulence, sløvedes i sine senere år, men døde uden foregående sygdom 8. juni 1882.